# Варшавський Масив
Варшавський масив - Житловий масив на Виноградарі, що утворився з декількох ЖК (Варшавський, Варшавский-2, Варшавський-3, Варшавський плюс), та все ще продовжує розбудовуватись

## Історія
Початком історії житлового масиву можна рахувати третій квартал 2015 року, коли почали будівництво перших трьох будинків житлового комплексу "Варшавський". Зараз будівництво закінчено, наразі на території ЖК загалом 21 житловий будинок.
Біля першого ЖК знаходиться великий торговельно розважальний центр "Retroville", який постраждав від прильоту уламків у 2022 році.
З лівого боку від ТРЦ "Retroville" знаходяться другий ЖК масиву - "Варшавський Плюс". Цей ЖК найменший, тому на його території немає державних закладів освіти. ЖК також є повністю добудованим, і має на своїй території 9 житлових будинків.
Третій ЖК - "Варшавський 2". По суті, це просто продовження першого житлового комплексу, також добудований. Також не має закладів освіти на своїй території.
Четвертий ЖК - "Варшавський-3". Станом на травень 2025, ЖК ще не добудовано. Ймовірно, закладів освіти на території ЖК теж не буде.

## Місцевість
Масив знаходяться в Подільському районі Києва, та межує з житловини масивами Виноградар, Синєозерний, Мостицький, Куренівка, й ймовірно через швидку забудову скоро буде межувати з житловими масивами Нивки та Квітництво-2.
Основні вулиці масиву:
- просп. Європейського союзу;
- вул. Івана Виговського;

Інші вулиці масиву:
- вул. Межова;
- вул. Родини Крістерів;
- вул. Олександра Олеся;
- вул. Генерала Грекова;
- вул. Всеволода Змієнка ;
- вул. Квіткарська;
- вул. Северина Наливайка;
- вул. Віктора Некрасова; (не точно)

## Транспорт
Станом на травень 2025 р. громадського транспорту що проходить через сам житловий масив немає, але жителі можуть користуватися транспортом, що проходить через просп. Європейського союзу та вул. Івана Виговського, а саме
Автобусами:
№102: Кінотеатр "Братислава" - вул. Автозаводська - ж/к "Варшавський мікрорайон" (до 5 квітня 2026 р. було тимчасово змінено маршрут, автобуси курсують за номером 102А)
№103: вул. Світлицького - вул. Газопровідна - вул. Чорнобильська
Тролейбусами:
№4: просп. Свободи - вул. Стеценка - вул. Шолуденко -  ст. м. Площа Українських Героїв
№26:  ст. м. Нивки - площа Валерія Марченко - просп. Свободи
№35: просп. Свободи -  ст. м. Сирець - вул. Глибочицька - вул. Кадетський Гай
№36: вул. Північна - просп. Василя Порика -  ст. м. Нивки - вул. Чорнобильська (до 5 квітня 2026 р. замість тролейбусів на маршруті курсують автобуси з номером 36ТР, зі зміненим трасуванням)
Також, у травні 2027 р. плануєтся відкриття станції метро  "Варшавська" Сирецько-Печерської лінії метрополітену.

## Інфраструктура
Заклади освіти та культури
Наразі на території житлового масиву є наступні заклади шкільної та дошкільної освіти:
- Гімназія "СпільноШкола"
- Ліцей "Академія U:maker"
- ДНЗ "СпільноСад"

Парки
На території масиву станом на травень 2025 р. повноцінних парків немає, але на території ЖК "Варашвський Плюс" замість закритих територій є невеликий сквер. У інших ЖК прогулятися можна у закритому дворі.